# Duane Ross
Duane Ross, född den 5 december 1972, är en amerikansk före detta friidrottare som tävlade i häcklöpning.
Ross främsta merit är att han blev bronsmedaljör vid VM i Sevilla 1999 då han även noterade sitt personliga rekord på 110 meter häck - 13,12. Förutom meriten från VM så blev han två gånger fyra vid inomhus-VM på 60 meter häck, både 1997 och 1999. 
Han deltog även vid Olympiska sommarspelen 2004 där han blev utslagen i semifinalen.